# Marie-Rose Durocher
Pour les articles homonymes, voir Marie-Rose et Durocher.
Eulalie Durocher en religion Marie-Rose Durocher (Saint-Antoine-sur-Richelieu, 6 octobre 1811 —  Longueuil, 6 octobre 1849) est une éducatrice catholique québécoise, fondatrice des sœurs des saints Noms de Jésus et de Marie et reconnue bienheureuse par l'Église catholique.

## Biographie
La dixième de onze enfants, elle fut attirée à la vie religieuse, mais dut renoncer à son projet en raison de sa mauvaise santé. Elle assista son frère Théophile Durocher, prêtre à Belœil, dans les tâches ménagères. Elle est gouvernante et agente de pastorale de 1831 à 1841.
Ignace Bourget, qui désirait faire immigrer des religieuses européennes au Canada, lui demande en 1843 de se rendre à la paroisse Saint-Antoine de Longueuil pour former une nouvelle communauté enseignante. Elle fonde les Sœurs des Saints Noms de Jésus et de Marie en compagnie de Henriette Céré et Mélodie Dufresne. Cette communauté s'est ensuite répandue aux États-Unis, d'abord dans l'État de l'Oregon. 
Marie-Rose se souciait beaucoup de l'éducation des jeunes filles, surtout les pauvres qui venaient des campagnes. La pédagogie de l'ordre est assistée par celle des Frères des écoles chrétiennes, arrivés au Bas-Canada en 1837. Les pères oblats prêtent également assistance à son œuvre d'éducation. Le curé Louis-Moïse Brassard fait don d'un nouveau couvent à la communauté,  qui s'appelle la maison Marie-Rose Durocher. Les tâches de sa congrégation sont cependant compliquées avec l'arrivée de l'abbé Charles Chiniquy en 1846, l'ami de Brassard. 
Marie-Rose puise sa spiritualité de  Luc 12, 49: « Je suis venu apporter le feu sur la terre et combien je voudrais qu'il brûle!». Sa congrégation a pour devise «Jésus et Marie, ma force et ma gloire!».
Elle est décédée le 6 octobre 1849 de causes naturelles. Ses restes se trouvent dans la cocathédrale Saint-Antoine-de-Padoue, où se trouve également une chapelle et un ouvrage à sa mémoire. 

## Culte

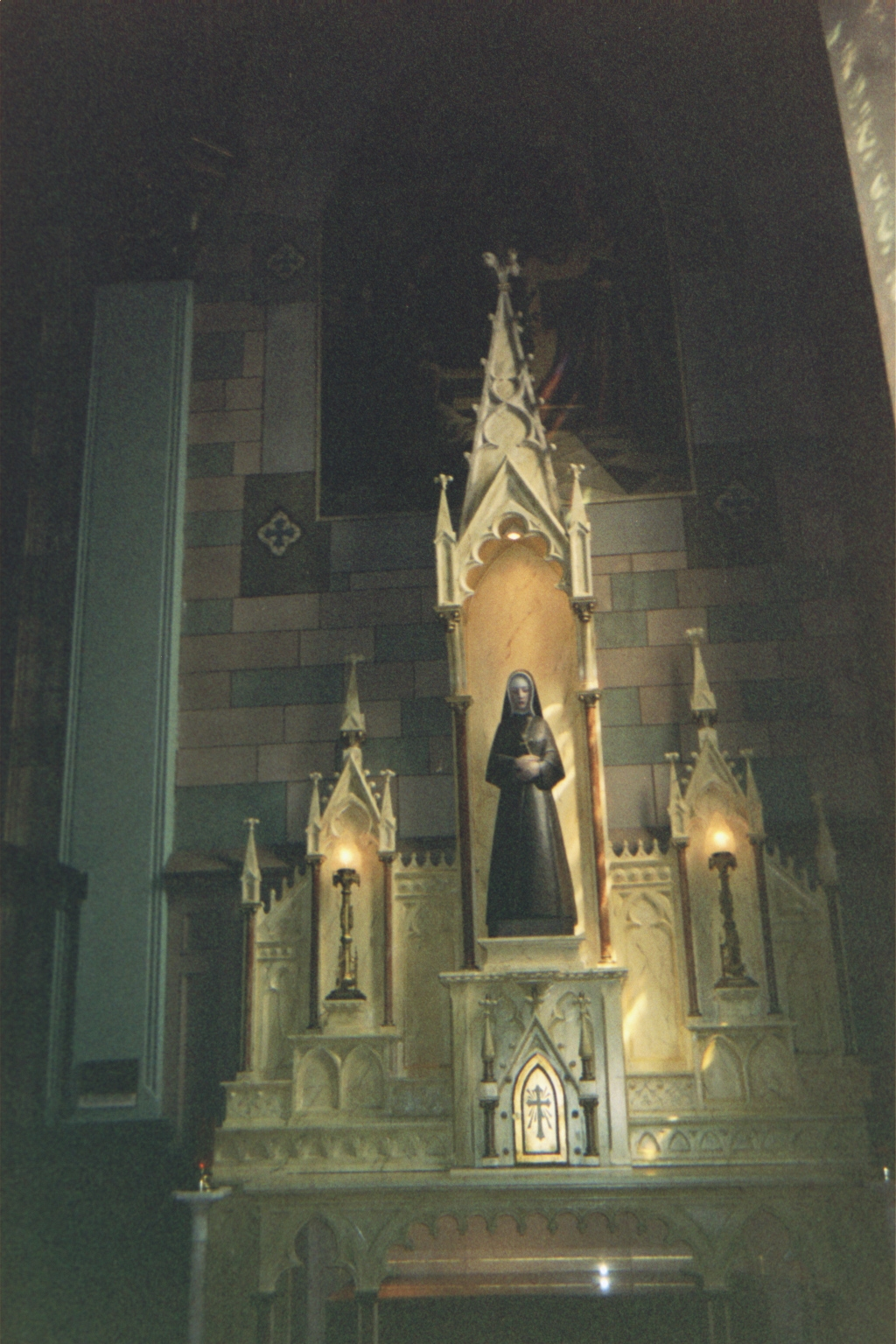
Chapelle Marie-Rose Durocher

Elle fut déclarée vénérable par Jean-Paul II en 1979, puis béatifiée le 23 mai 1982. Elle est célébrée le 6 octobre, le jour de sa naissance et de son décès et le jour de fête de Saint Bruno. Le Collège Durocher à Saint-Lambert est nommé en son honneur, ainsi que l'École secondaire Eulalie-Durocher à Montréal. Sa communauté fonda aussi le Pensionnat du Saint-Nom de Marie à Outremont et le Mont Jésus-Marie à Outremont. Son nom a aussi été donné à une rue, à Lachenaie, maintenant nommée rue Sœur Marie Rose.
On implore son intercession en cas de maladie ou en cas de décès de ses parents. On accroche aussi son effigie dans les maisons pour éviter les incendies.